# 獅子郷

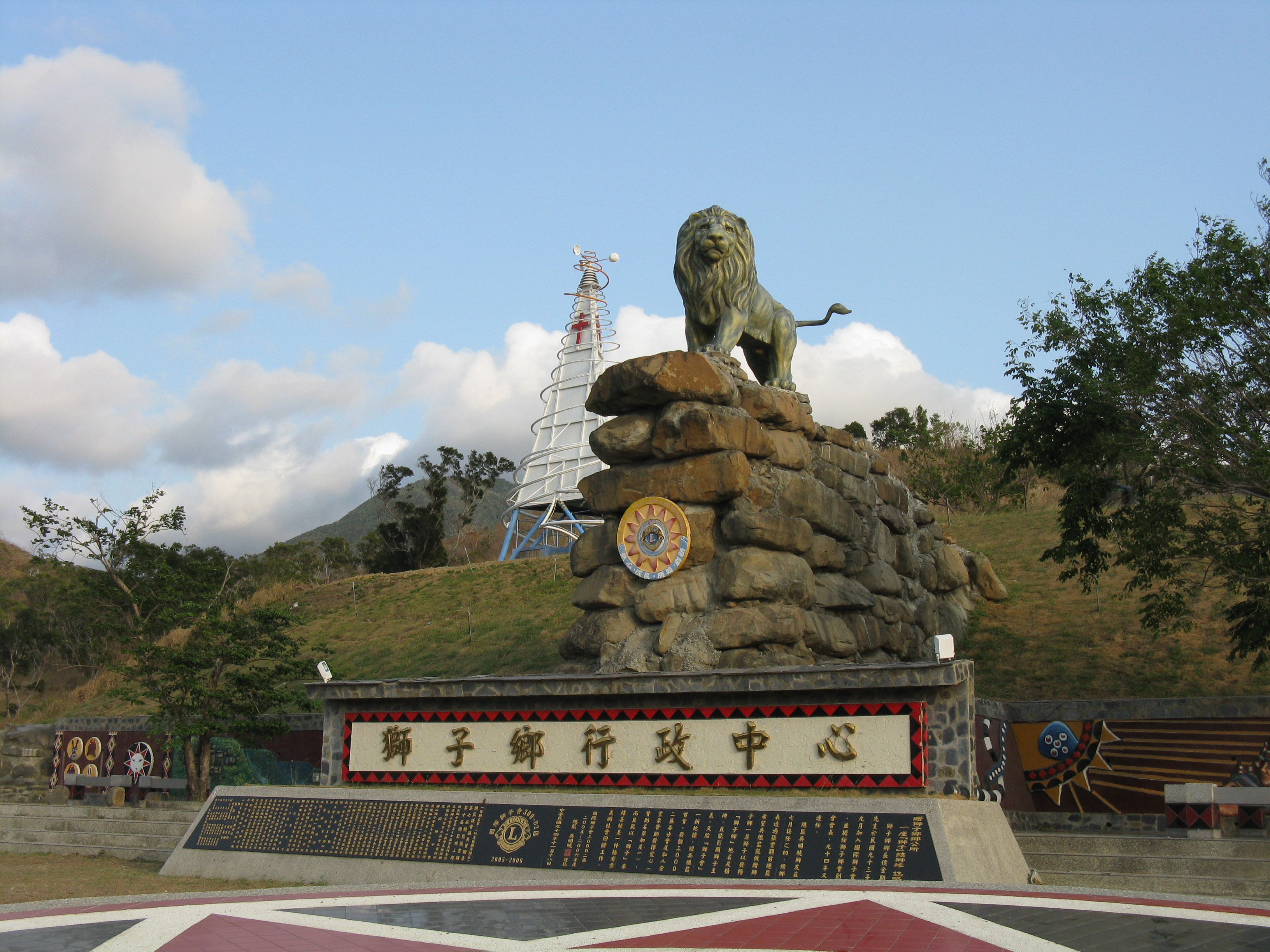
獅子郷役所前交差点のライオン像

獅子郷（シーズー/しし-きょう）は台湾屏東県の郷。

## 地理
獅子郷は屏東県東南部に位置し、北は春日郷と、東は台東県達仁郷と、西は枋山郷と、西南は車城郷と、南は牡丹郷とそれぞれ接し、屏東県最大の面積を有す郷鎮である。恒春半島に位置し、地質上は中央山脈の一部に区分されている。地勢は険しく、郷内は山地が大部分を占め、平地は少ない。郷内には楓港渓、枋山渓が流れている。住民は原住民であるパイワン族が多数を占める。

## 歴史
獅子郷は古くパイワン族の支族である「チャオボオボル」（chaobo obol）の居住地であった。この地に獅子の頭の形状をした巨石が存在したことから「獅子頭社」と称されるようになった。日本統治時代は高雄州恒春郡の蕃地とされ、各社に設けられた駐在所が行政の一切を担当していた。戦後は獅子村に郷公所が設けられたことから「獅子郷」と命名され高雄県の管轄とされた。1950年に屏東県に改編され現在に至っている。

## 行政区
| 地区 | 村                             |
| ---- | ------------------------------ |
| 山線 | 楓林村、丹路村、草埔村、内文村 |
| 海線 | 南世村、内獅村、獅子村、竹坑村 |

## 歴代郷長
| 代 | 氏名 | 着任日 | 退任日 |
| -- | ---- | ------ | ------ |

## 教育

### 国民中学
- 屏東県立獅子国民中学（住所は枋山郷）

### 国民小学
- 屏東県立楓林国民小学
- 屏東県立丹露国民小学
- 屏東県立内獅国民小学
- 屏東県立草埔国民小学

## 交通
| 種別 | 路線名称 | その他   |
| ---- | -------- | -------- |
| 鉄道 | 南廻線   | 枋山駅   |
| 省道 | 台1線    |          |
| 省道 | 台9線    | 南廻公路 |

## 観光
- 双流国家森林遊楽区（中国語版）
- 獅子郷文物陳列館
- 里竜山
- 寿峠